# Cynorkis lowiana
Cynorkis lowiana är en orkidéart som beskrevs av Heinrich Gustav Reichenbach. Cynorkis lowiana ingår i släktet Cynorkis, och familjen orkidéer.
Artens utbredningsområde är Madagaskar. Inga underarter finns listade i Catalogue of Life.